# Adeccoligaen 2005
A Adeccoligaen de 2005 contou com a participação de dezesseis equipes, as quais jogaram em sistema de pontos corridos: todos jogam contra todos, sendo a equipe que acumular mais pontos sagra-se vencedora. A segunda colocada também é promovida automaticamente. A terceira disputa uma série de repescagem de dois jogos com o décimo segundo colocado na Tippeligaen para se decidir quem disputa a primeira divisão.  O campeão foi o Stabæk, o vice o Sandefjord. O Mandalskameratene, o Skeid, o Tønsberg e o Alta Idrettsforening foram rebaixados para a terceira divisão.
| Posição | Equipe            | J  | V  | E  | D  | GM | GS | SG  | Pts |
| ------- | ----------------- | -- | -- | -- | -- | -- | -- | --- | --- |
| 1       | Stabæk            | 30 | 20 | 7  | 3  | 63 | 23 | 40  | 67  |
| 2       | Sandefjord        | 30 | 19 | 5  | 6  | 58 | 37 | 21  | 62  |
| 3       | Moss              | 30 | 17 | 7  | 6  | 54 | 30 | 24  | 58  |
| 4       | Hønefoss          | 30 | 17 | 5  | 8  | 52 | 41 | 11  | 56  |
| 5       | Bryne             | 30 | 14 | 8  | 8  | 55 | 33 | 22  | 50  |
| 6       | Pors Grenland     | 30 | 13 | 11 | 6  | 47 | 45 | 2   | 50  |
| 7       | Sogndal           | 30 | 11 | 8  | 11 | 47 | 51 | -4  | 41  |
| 8       | Strømsgodset      | 30 | 11 | 7  | 12 | 46 | 45 | 1   | 40  |
| 9       | Hødd              | 30 | 10 | 7  | 13 | 53 | 54 | -1  | 37  |
| 10      | Kongsvinger       | 30 | 11 | 4  | 15 | 41 | 48 | -7  | 37  |
| 11      | Follo             | 30 | 8  | 10 | 12 | 40 | 47 | -7  | 34  |
| 12      | Løv-Ham           | 30 | 9  | 4  | 17 | 31 | 47 | -16 | 31  |
| 13      | Mandalskameratene | 30 | 7  | 8  | 15 | 41 | 51 | -10 | 29  |
| 14      | Skeid             | 30 | 8  | 5  | 17 | 39 | 58 | -19 | 29  |
| 15      | Tønsberg          | 30 | 6  | 7  | 17 | 36 | 56 | -20 | 25  |
| 16      | Alta              | 30 | 5  | 5  | 20 | 28 | 62 | -34 | 20  |